# Cadrilul (piesă de teatru)
Cadrilul este o piesă de teatru scrisă de Liviu Rebreanu. Este o comedie în trei acte din 1919.

## Prezentare
Manole Stelian și Victor Grozea sunt doi pictori rivali. Manole s-a căsătorit cu Tina care îl iubește pe Grozea. Grozea trebuie să se căsătorească cu Anișoara, verișoara Tinei, dar Anișoara s-a îndrăgostit de Manole. Moderator între cei doi pictori este cronicarul artistic Toma Tulbure. Acest cronicar „tulbure” nu limpezește situația, mai mult o complică.

## Personaje
- Manole Stelian, pictor
- Victor Grozea, pictor
- Toma Tulbure, cronicar artistic
- Filostrat, proprietar
- Uncescu, comisar
- Serafim, servitor
- Tina Stelian(soția lui Manole)
- Anișoara(viitoarea logodnica a lui Victor Grozea)
- Sevastița, servitoare

## Vezi și
- Listă de piese de teatru românești